# Damiatte
Damiatte (okzitanisch Damiata) ist eine französische Gemeinde mit 1.067 Einwohnern (Stand: 1. Januar 2022) im Département Tarn in der Region Okzitanien (vor 2016 Midi-Pyrénées). Die Gemeinde gehört zum Arrondissement Castres und zum Kanton Plaine de l’Agoût (bis 2015 Saint-Paul-Cap-de-Joux).

## Geografie
Damiatte liegt etwa 35 Kilometer östlich von Toulouse und etwa 20 Kilometer westnordwestlich von Castres am Agout, der die Gemeinde im Süden begrenzt. Umgeben wird Damiatte von den Nachbargemeinden Missècle im Norden, Moulayrès im Norden und Nordosten, Puycalvel im Osten, Serviès im Osten und Südosten, Saint-Paul-Cap-de-Joux im Süden, Teyssode im Südwesten sowie Fiac im Westen.

## Bevölkerungsentwicklung
| Jahr                      | 1962 | 1968 | 1975 | 1982 | 1990 | 1999 | 2006 | 2013 |
| Einwohner                 | 928  | 914  | 838  | 733  | 746  | 767  | 868  | 1015 |
| Quelle: Cassini und INSEE |      |      |      |      |      |      |      |      |

## Verkehr
Der Bahnhof Damiatte-Saint-Paul an der Bahnstrecke Montauban-Ville-Bourbon–La Crémade wird im Regionalverkehr mit Zügen des TER Occitanie zwischen Toulouse Matabiau und Mazamet bedient.

## Sehenswürdigkeiten

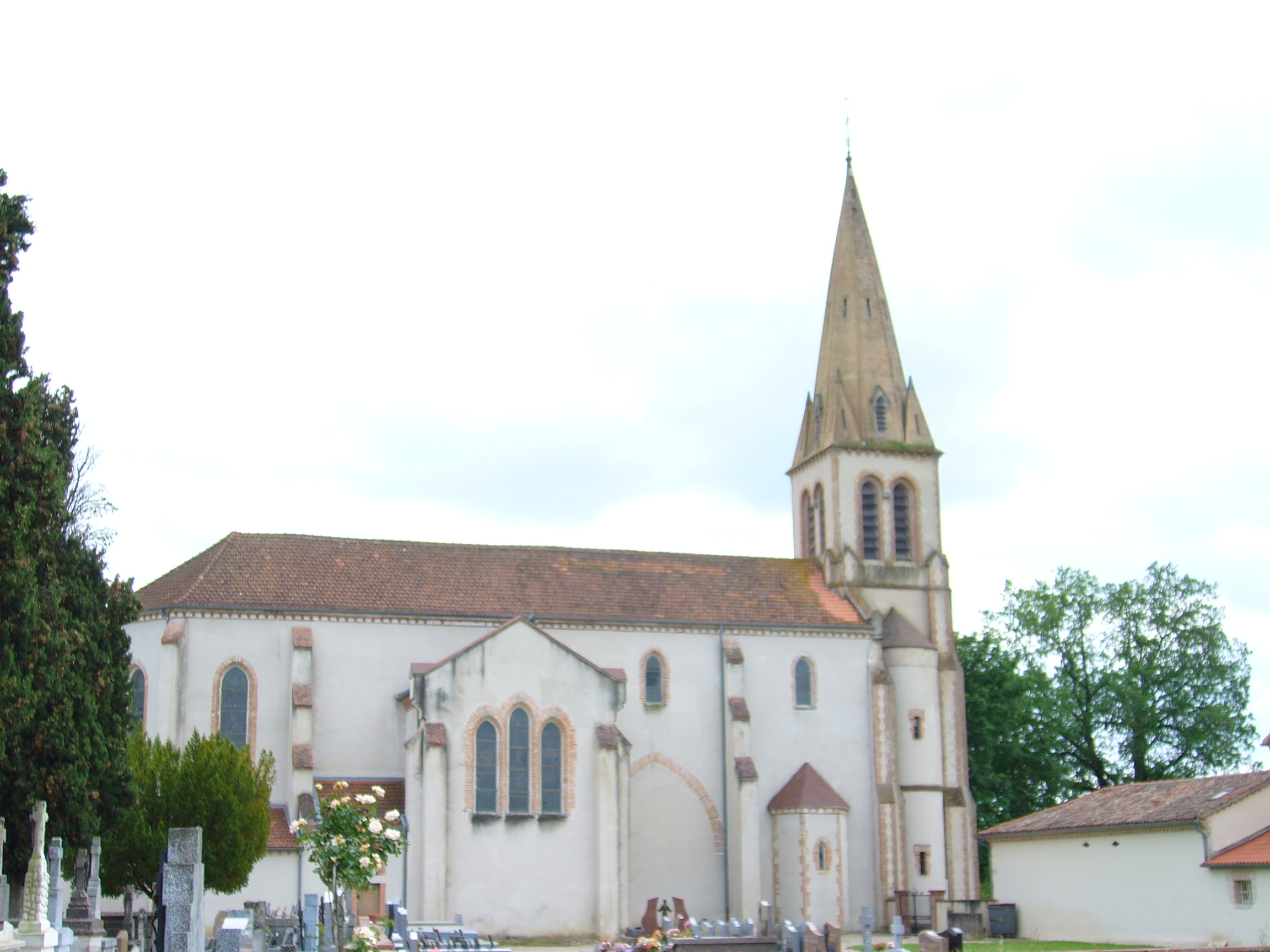
Kirche Saint-Martin

- Kirche Saint-Martin